# Euglypta mineti
Euglypta mineti är en skalbaggsart som beskrevs av Arnaud 1982. Euglypta mineti ingår i släktet Euglypta och familjen Cetoniidae. Inga underarter finns listade i Catalogue of Life.